# Budapests 12:e distrikt
Budapests 12:e distrikt är en del av huvudstaden Budapest i Ungern. Antalet invånare är 56 544.